# Lipovăț
Lipovăţ é uma comuna romena localizada no distrito de Vaslui, na região de Moldávia. A comuna possui uma área de 71.44 km² e sua população era de 4348 habitantes segundo o censo de 2007.